# Iten
Iten is een dorp met 4000 inwoners dat in de Riftvallei ligt op 2400 m hoogte in de Keniaanse provincie Bonde la Ufa. Het ligt langs de weg van Eldoret naar Kabarnet. Elgeyo Escarpment en de Kerio rivier liggen ten oosten van Iten. Met het dorpje Tambach vormt het de gemeente Iten/Tambach. Iten/Tambach is het bestuurscentrum van het district Keiyo.

## Onderwijs
In Iten bevindt zich de St. Patrick's High School. De school is favoriet bij Keniaanse hardlopers.

## Sport
Iten is vanwege de hoogte, de schone lucht en het gelijkmatige klimaat voor atleten een ideale plek om te trainen en erg belangrijk voor de Keniaanse hardloopindustrie.
In Iten bevindt zich het High Altitude Training Centre van Lornah Kiplagat. Samen met haar man en trainer/manager Pieter Langenhorst runt zij er het eind 2000 gestarte ‘High Altitude Training Centre’. Tegenwoordig biedt het centrum dan ook onderdak aan vele atleten, die gebruikmaken van de ideale omstandigheden.

## Geboren
- Peter Kiprotich (1979-2011), langeafstandsloper